# Rubrène
Le rubrène, désigné par l'UICPA sous la dénomination 5,6,11,12-tétraphénylnaphtacène, est un composé chimique de formule C42H28. Il s'agit d'un hydrocarbure aromatique polycyclique se présentant sous la forme d'une poudre cristalline de couleur rouge. C'est un sensibilisateur utilisé en chimiluminescence pour produire une lumière jaune.
Le rubrène est un semiconducteur organique permettant de réaliser des diodes électroluminescentes organiques ainsi que des dispositifs d'affichage lumineux. Des transistors organiques monocristallins peuvent être fabriqués avec du rubrène cristallisé très pur. Ce matériau est connu pour avoir la mobilité de porteurs de charges la plus élevée des semiconducteurs organiques grâce à ses excitons de Mott-Wanier (MW), ce qui pourrait remplacer à terme les cellules photovoltaïques en silicium et arséniure de gallium par des cellules organiques efficaces et peu onéreuses.

## Chimie
- HOMO (HO) : -5,4 eV[1]
- LUMO (BV) : -3,2 eV[1]